# پت بون
پت بون (انگلیسی: Pat Boone؛ زادهٔ ۱ ژوئن ۱۹۳۴) موسیقی‌دان اهل ایالات متحده آمریکا است. وی از سال ۱۹۵۴ میلادی تاکنون مشغول فعالیت بوده‌است.
از فیلم‌ها یا برنامه‌های تلویزیونی که وی در آن نقش داشته است، می‌توان به سفر به مرکز زمین و راجر و من اشاره کرد.